# BMW Z1
BMW Z1 var en bilmodel fra BMW, som blev præsenteret på Frankfurt Motor Show 1987 og af BMW var koncepteret som image- og teknologibærer.

## Modelhistorie
For projektets planlægning og realisering var det i 1985 grundlagte BMW-datterselskab BMW Technik GmbH ansvarligt. Navnlig Ulrich Bez og Harm Lagaay er her nævneværdige. Mellem november 1988 og juni 1991 blev der i begrænset serie bygget ca. 8.000 eksemplarer af Z1.

## Særlige kendetegn
Bilen havde egenskaber, som ellers sjældent finder anvendelse i serieproduktion:
- Dørene bidrager ikke til karrosseriets stabilitet og kunne sænkes ned i siden, så bilen kunne køre med åbne døre.
- Motoren var, ligesom normalt i personbiler i 1930'erne, monteret bag forakslen hvorved vægtfordelingen mellem for- og bagaksel blev bragt på det ideelle forhold. I dag kaldes dette også frontcentermotor.
- Det komplet svejsede, ellers færdige chassis af stålplade blev på et stykke ildforzinket. Dette forlængede levetiden og øgede torsionsstivheden i forhold til et chassis af u- eller forforzinket stålplade med ca. 25%. Teknikken var dengang ny og kun kendt fra Renault Espace.
- Ikke-bærende karrosseridele som f.eks. sidevægge, døre, forskærme og kofangere var fremstillet af termoplastisk kunststof og skruet fast på karrosseriet. Dette skulle reducere reparationsudgifterne.
- Front-, kaleche- og bagklap af glasfiber-armeret plast.
- Bagakslen var nyudviklet, og blev ligeledes benyttet i den efterfølgende serieproduktion af 3-serien E36.

## Versioner
For at holde priserne nede, blev der til f.eks. drivlinjen benyttet dele fra serieproduktion. Med 125 kW (170 hk) var Z1 godt motoriseret; den lave vægt og avancerede undervogn muliggjorde høje kurvehastigheder.
Z1 fandtes kun i én modeludførelse, bilerne adskilte sig kun i farven og kabineudstyret (mørkegrå, lysegrå, gul eller rød).
66 biler blev ombygget af Alpina og solgt som Alpina RLE (Roadster Limited Edition). Disse biler adskilte sig fra de serieproducerede Z1'ere gennem et 0,2 liter større slagvolume, 30 hk mere, en modificeret undervogn og de disse biler forbeholdte 17" Alpina-fælge. Yderligere otte Z1'ere blev efter kundeønske ombygget af Alpina ligesom RLE; disse biler skulle efterfølgende godkendes til brug i offentlig trafik hos TÜV Buchloe.

## Tekniske data
|                               | BMW Z1                 | BMW-Alpina RLE (Roadster Limited Edition) |
| ----------------------------- | ---------------------- | ----------------------------------------- |
| Motorkode                     | BMW M20 B25            | Alpina C2/6                               |
| Motortype/ventiler            | 6-cyl. rækkemotor / 12 | 6-cyl. rækkemotor / 12                    |
| Slagvolume (cm³)              | 2494                   | 2693                                      |
| Boring × slaglængde (mm)      | 84 × 75                | 84 × 81                                   |
| Effekt kW (hk) ved omdr./min. | 125 (170) ved 5800     | 147 (200) ved 6000                        |
| Moment (Nm ved omdr./min.)    | 222 ved 4300           | 261 ved 4900                              |
| Drivende hjul                 | Baghjul                | Baghjul                                   |
| Acceleration, 0–100 km/t      | 7,9 sek.               | 7,1 sek.                                  |
| Topfart (km/t)                | 225                    | 231                                       |
| Forbrug (liter/100 km)        | 9,2 (91 ROZ)           | 10,5 (91 ROZ)                             |
| Egenvægt (kg)                 | 1250                   | 1250                                      |
| Tankindhold (liter)           | 58                     | 58                                        |
| Salgspris (1989)              | 83.000 DM              | 116.000 DM                                |

- En BMW Z1 med nedsænkede døre på EFA-Museum
- BMW Z1 bagfra
- En nedsænket dør